# Remember Archive
Remember Archive는 대한민국의 음악 프로듀서 코드 쿤스트의 5번째 정규 음반으로, AOMG를 통해 2023년 3월 16일에 발매되었다. 써클 앨범 차트 19위를 기록했다.

## 음반 표지
음반 표지는 빨간색이 특징적이다. 코드 쿤스트는 AP와의 인터뷰에서 빨간색이 자신의 머릿속에 매우 강하게 남아있는 기억들과 가장 비슷하고 음반의 17곡에 영감을 주었다고 밝혔다.

## 음악 및 가사
코드 쿤스트는 음반에 "지금의 자신을 있게 해준 모든 소중한 기억들을 기록"했다. 즉, "아름답지만 때론 아팠던 사랑, 치기 어린 자신감과 위축감을 오가던 순간들, 거칠고도 진한 동료애까지 다양한 소재를 아우르는 곡들"이 담겨 있다. 음악 면에서는 그의 "시그니처 사운드라 할 수 있는 보컬 샘플링을 활용한 무드 조성, 리듬보다도 멜로디를 강조한 비트들"이 주를 이룬다. "In the Attic"을 기준으로 전반부는 "힙"한 곡들로, 후반부는 "따뜻한" 곡들로 이루어져 있다.
"Jumper"는 무대 위 아티스트와 팬의 연애를 담고 있다. 개코는 아티스트의 시점에서, 송민호는 팬의 시점에서 "비밀스러운 관계"를 노래했다. "Circle"은 시티 팝 곡으로, 크러쉬는 "가사전달의 명료함보다 감각적인 발음에 집중"한다.
"Page 1"은 "차분한" R&B 곡으로, 후렴구에 리버브를 먹인 보이스 소스를 깔았다. "55"는 "세상이 멸망하기 55분 전 사랑하는 사람과 마지막을 어떻게 보낼까"라는 질문에서 영감을 얻었다. "911"은 "R&B 팝송 스타일로 한밤 중 도심 속을 운전할 때 느꼈던 경험을 연인의 감정에 빗대 표현한 곡"이다.

## 평가
<이즘>의 박수진은 음반에 5점 만점에 3.5점을 주었다. 그는 이를 "가사와 선율을 좇아 하나하나 곡에 기울이다 보면 각자의 기억 편린이 슬며시 떠오를, 코드 쿤스트의 음악 스타일이 잔상처럼 남는 음반"이라고 평했다. <리드머>의 황두하도 5점 만점에 3.5점을 주었다. 그는 "신선한 시도나 획기적인 변화보다는 안정기에 접어든 모습을 확인할 수 있다"고 평했다. <아이즈>의 이덕행은 코드 쿤스트가 지난 추억을 양적, 장르적으로 "고봉밥"처럼 눌러 담았다고 묘사했다. 따라서 음반이 "그라는 프로듀서를 설명할 수 있는 하나의 앨범이자 중요한 기록물"이라고 평했다.
<음악취향Y>의 평론가들은 "Circle"에 5점 만점에 3점을 주었다. 유성은은 이를 "다람쥐 쳇바퀴 돌리듯 관계의 궤 속에 갇혀버린 화자의 갑갑함을 성숙한 방식으로 잘 표현한 곡"이라고 평했다.

### 연말 목록
| 출판사      | 목록                    | 순위 | 각주   |
| ----------- | ----------------------- | ---- | ------ |
| <타임 아웃> | 2023년 최고의 음반 30장 | 15   | [ 10 ] |

## 곡 목록
전체 작곡: 코드 쿤스트
| #            | 제목                                              | 작사                         | 작곡                   | 재생 시간 |
| ------------ | ------------------------------------------------- | ---------------------------- | ---------------------- | --------- |
| 1.           | 〈Remember Archive〉                              |                              | 픽                     | 1:17      |
| 2.           | 〈Jumper〉 (featuring 개코, 마이노)               | 개코, 마이노                 | 개코, 마이노, 픽       | 3:35      |
| 3.           | 〈Bad Bad〉 (featuring 태버, 박재범)              | 태버, 박재범                 | 태버, 박재범, 픽       | 3:34      |
| 4.           | 〈Circle〉 (featuring 크러쉬)                     | 크러쉬                       | 크러쉬, 픽             | 3:05      |
| 5.           | 〈Home Boy〉 (featuring 이하이)                   | 이하이                       | 이하이                 | 4:06      |
| 6.           | 〈Woode〉 (featuring 우원재)                      | 우원재                       | 우원재, 픽             | 1:42      |
| 7.           | 〈Shine〉 (featuring 우원재, 타이거 JK, 저스디스) | 우원재, 타이거 JK, 저스디스  | 우원재                 | 3:16      |
| 8.           | 〈In the Attic〉                                  |                              | 픽                     | 3:18      |
| 9.           | 〈Page 1〉 (featuring 백예린, pH-1)               | 백예린, pH-1                 | 백예린, pH-1, 픽       | 3:07      |
| 10.          | 〈이불〉 (featuring 빅 나티)                      | 빅 나티                      | 빅 나티, 픽            | 2:58      |
| 11.          | 〈Little Bit〉 (featuring 드비타)                 | 드비타                       | 드비타, 픽             | 4:38      |
| 12.          | 〈55〉 (featuring 백예린, 웬디)                   | 백예린, 수민                 | 백예린, 수민, 픽       | 3:07      |
| 13.          | 〈Terminal〉 (featuring 수민, 키드밀리, 이수정)   | 수민, 키드 밀리, 이수정      | 수민, 이수정           | 4:02      |
| 14.          | 〈Petty〉 (featuring 카모, 폴 블랑코)             | 레오 크라군, 카모, 폴 블랑코 | 레오 크라군, 폴 블랑코 | 3:47      |
| 15.          | 〈911〉 (featuring 잭슨)                          | 슬레이, 잭슨, 아빈           | 슬레이, 픽, 아빈       | 3:17      |
| 16.          | 〈Crew〉 (featuring 쿠기, 팔로알토, 친)           | 쿠기, 팔로알토, 친           | 쿠기                   | 3:26      |
| 17.          | 〈ㅇㅁ〉 (featuring 미노이)                       | 미노이                       | 미노이, 픽             | 2:47      |
| 총 재생 시간 | 총 재생 시간                                      | 총 재생 시간                 | 총 재생 시간           | 55:09     |

## 차트
| 차트 (2023)          | 최고 순위 |
| -------------------- | --------- |
| 대한민국 음반 (써클) | 19        |

## 판매량
| 지역     | 판매량 |
| -------- | ------ |
| 대한민국 | 12,784 |